# Опоцьке сільське поселення
Опо́цьке сільське поселення (рос. Опокское сельское поселение) — сільське поселення у складі Великоустюзького району Вологодської області Росії.
Адміністративний центр — селище Полдарса.

## Населення
Населення сільського поселення становить 1100 осіб (2019; 1503 у 2010, 2071 у 2002).

## Історія
Стріленська сільська рада була утворена 1924 року, до її складу увійшли 19 присілків парафії Богоявленської Стрілинської церкви села Павловське (3016 осіб у 1911 році) та присілки Верхня й Нижня Кічуга Нижньоєрогодської парафії. 1959 року до складу Стріленської сільради приєднано Воломську сільську раду. Станом на 1999 рік до складу Опоцької сільської ради входило 11 населених пунктів, до складу Стріленської сільради — 13 населених пунктів. 2001 року ліквідовано присілок Солотне.
Станом на 2002 рік існували Опоцька сільська рада (присілки Біла, Братське, Красна Гора, Нікуліно, Полдарса, Порог, Прилуки, селища Полдарса, Прилуки, Сухонський) та Стріленська сільська рада (присілки Анохінське, Вакулово, Верхнє Анисимово, Верхня Кічуга, Ісади, Нижнє Анисимово, Нижня Кічуга, Павловське, Пожарище, Пуртовіно, Студене, Черм'яніно, селище Кічуга). 2006 року сільради були перетворені у сільські поселення.
4 червня 2014 року ліквідовано Стріленське сільське поселення, його територія увійшла до складу Опоцького сільського поселення. 2020 року ліквідовано присілок Черм'яніно.

## Склад
До складу сільського поселення входять:
| Населений пункт            | Населення, осіб (2002) | Населення, осіб (2010) |
| -------------------------- | ---------------------- | ---------------------- |
| Анохінське, присілок       | 8                      | 4                      |
| Біла, присілок             | 52                     | 31                     |
| Братське, присілок         | 0                      | 0                      |
| Вакулово, присілок         | 0                      | 0                      |
| Верхнє Анисимово, присілок | 105                    | 67                     |
| Верхня Кічуга, присілок    | 87                     | 62                     |
| Ісади, присілок            | 0                      | 0                      |
| Кічуга, селище             | 35                     | 32                     |
| Красна Гора, присілок      | 0                      | 0                      |
| Нижнє Анисимово, присілок  | 10                     | 6                      |
| Нижня Кічуга, присілок     | 2                      | 3                      |
| Нікуліно, присілок         | 2                      | 0                      |
| Павловське, присілок       | 5                      | 0                      |
| Пожарище, присілок         | 5                      | 4                      |
| Полдарса, селище           | 1447                   | 1163                   |
| Полдарса, присілок         | 76                     | 59                     |
| Порог, присілок            | 14                     | 5                      |
| Прилуки, селище            | 24                     | 6                      |
| Прилуки, присілок          | 12                     | 4                      |
| Пуртовіно, присілок        | 0                      | 0                      |
| Студене, присілок          | 15                     | 11                     |
| Сухонський, селище         | 172                    | 46                     |
| Черм'яніно, присілок       | 0                      | 0                      |